# NMS 4x4
A NMS egy 4×4 kerékképletű páncélozott, aknavédett (MRAP) terepjáró gépjármű, amelyet a török Nurol Makina vállalat fejleszt és gyárt. A „Yörük” illetve „Nomád” néven is ismert járművet, amely a Gidrán harcjármű „kis testvérének” tekinthető a Magyar Honvédség is rendszeresíti. Elsősorban a különleges alakulatok által használt HMMWV-ket váltja majd néhány éven belül

## Kialakítása és jellemzői
Az NMS egy négykerék-meghajtású M–ATV (MRAP All Terrain Vehicle – M–ATV) kategóriájú harcjármű. M–ATV járművek az elmúlt másfél-két évtized MRAP járműveinek új generációját jelentik: stabilabbak, jobb menettulajdonságokkal és szerteágazóbb feladatokat képesek ellátni. 
Az NMS  képes 0,9 méter mély vízi akadályon átgázolni, 0,9 méter méter széles árkon áthajtani különösebb előkészületek nélkül. Egy fél méter magas akadály (lépcső) vagy 70 fokos emelkedő sem jelent számára problémát és 40 fokosnál nem nagyobb dőlésszögű rézsűn nem borul fel vagy csúszik le.
A jármű harci tömege mintegy 10 tonna és csak 2,1 méter magas, így a Honvédség új KC–390 típusú szállító repülőgépei két NMS-t tudnak majd szállítani missziós feladatokhoz. A vezető és a járműparancsnokon kívül 7 további ülés helyezhető el a járműben, vagyis maximum 9 főt képes szállítani.

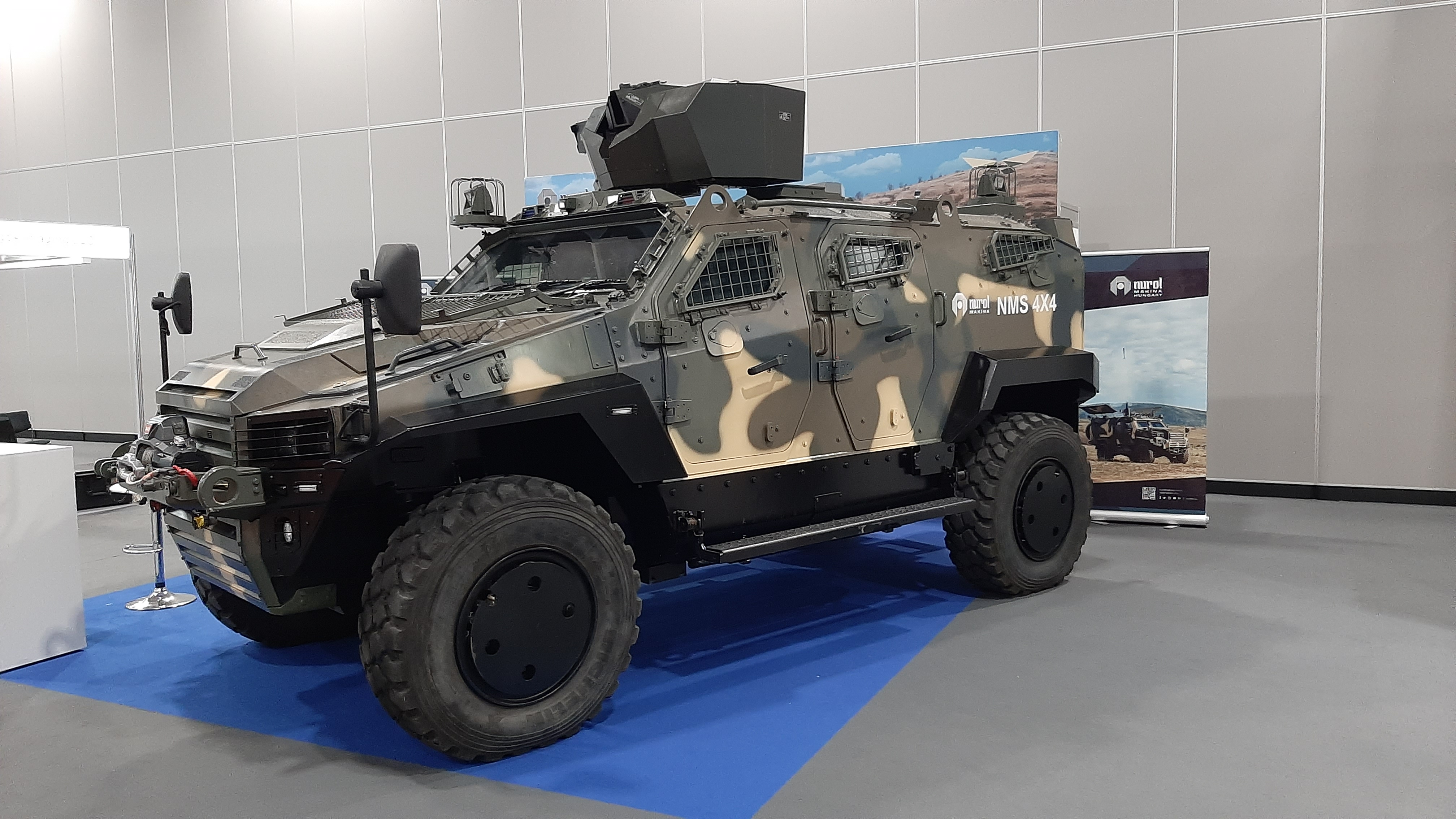
NMS egy budapesti kiállításon